# Mohammad-Hossein Shahriar
Seyyed Mohammad Hossein Behjat Tabrizi (în persană سید محمدحسین بهجت تبریزی, în azeră سید محمدحسین بهجت تبریزی; n. 1906, Tabriz, Provincia Azarbaidjanul de Est, Iran – d. 18 septembrie 1988, Teheran, Iran), cunoscut mai ales sub pseudonimul Shahriar (în persană شهریار), a fost un poet iranian de origine azeră care a scris atât în azeră, cât și în persană. Cea mai importantă lucrare a sa, Heydar Babaya Salam, este considerată o culme a literaturii azere, care a câștigat o mare popularitate în lumea turcă și a fost tradusă în peste 30 de limbi. 
Contrar multor alte figuri ale timpului său, Shahriar abia s-a implicat în probleme și ideologii politice. Cu toate acestea, era cunoscut pentru naționalismul său avid; în lucrarea sa se găsesc numeroase metafore care lăudau Persepolisul, pe Zoroastru și pe Ferdowsi. 

## Biografie
Mohammad Hossein Shahriar a fost unul dintre primii azeri din Iran care au fost autorii unor antologii importante de poezie în limba azeră. Născut în 1906 în Tabriz, a primit educația elementară, inclusiv Divanul din Hafez, sub supravegherea tatălui său. Primul ciclu de educație formală a lui Shahriar a fost la școala secundară Motahari (fostul liceu Mansoor) din Tabriz. Ulterior, a studiat la Dar-ol-Fonoun (fosta școală de învățământ superior) din Teheran. Deși a studiat medicina la facultate, a renunțat chiar înainte de a obține diploma și a plecat la Khorasan, unde și-a găsit un loc de muncă ca notar public și funcționar bancar. S-a întors la Teheran în 1935 și a început să lucreze la Banca Agricolă din Iran.
De asemenea, a primit un doctorat onorific în literatură din partea Universității din Tabriz.
El și-a publicat inițial poeziile folosindu-se de prenumele său Behjat, dar mai târziu a ales pseudonimul Shahriar. A publicat prima sa poezie în 1929. Poeziile sale sunt influențate în principal de Hafez, un celebru poet persan și de Khasta Qasim, un vechi poet azer.
Cea mai faimoasă lucrare a sa în azeră este Heydar Babaya Salam, publicată în 1954, care a câștigat o popularitate imensă și a fost tradusă în peste 30 de limbi și transpusă în numeroase piese de teatru în întreaga lume.

## Opere
Poetul a început prin compunerea de poezie tragică. Multe dintre amintirile sale dulci-amare sunt reflectate în cărțile sale Hazyan-e Del (Iluzia inimii), Heydar Baba și Mumiyai (Mumie). Heydar Baba, compusă în limba azeră și tradusă ulterior în persană, a fost pentru o lungă perioadă de timp pe lista celor mai bine vândute zece cărți din Teheran. Heydar Baba este numele unui munte din zona în care poetul și-a petrecut copilăria. De asemenea, a scris o carte de poezii epice, Takht-e Jamshid (Persepolis).
El a fost interesat de problemele umaniste, iar în poemul său „O scrisoare către Einstein” a criticat rezultatul muncii sale științifice care a fost folosită în mod abuziv pentru producerea armei nucleare.
Versurile lui Shahriar iau diferite forme, inclusiv catrene, cuplete, ode și elegii. Una dintre poeziile sale de dragoste, Hala Chera (De ce?), a fost transpusă pe muzică de Rouhollah Khaleghi. Compoziția pentru orchestră și voce solo a devenit una dintre cele mai cunoscute lucrări ale sale. Unul dintre motivele majore pentru succesul operei lui Shahriar este sinceritatea cuvintelor sale. Întrucât folosește argou și limbaj colocvial în contextul poeziei, versurile sale sunt înțelese ușorși au un puternic impact asupra unui segment larg al publicului.
Shahriar era un caligraf talentat, cânta foarte bine la setar⁠(d) și avea un interes deosebit pentru muzică. A fost un prieten foarte apropiat al muzicianului persan și profesor foarte respectat, Abdulhossein Saba.

## Moarte

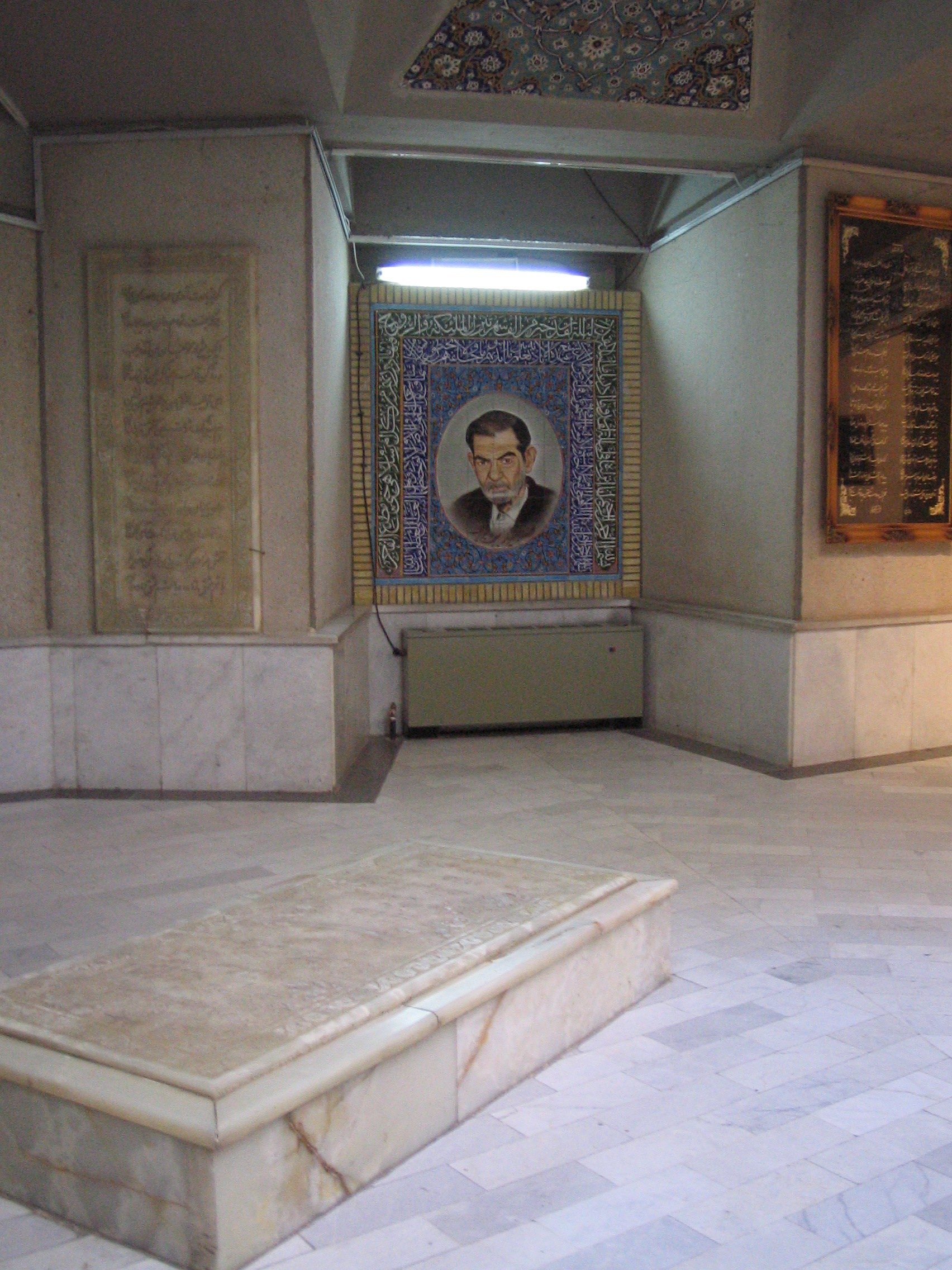
Mormântul Shahriar din Maqbaratoshoara

A murit la 18 septembrie 1988 într-unul din spitalele din Teheran, iar trupul său a fost transferat la Tabriz și îngropat în Maqbaratoshoara (Cimitirul Poeților). Ziua în care a decedat Shahriar a fost declarată „Ziua națională a poemului” în Iran. A fost realizată și difuzată canalul 2 IRIB și o serie de televiziune despre viața sa, în regia lui Kamal Tabrizi.